# Наиля Назирова
Назирова Наиля Мамедовна — балетмейстер, хореограф, Заслуженный деятель искусств Азербайджанской ССР (1979), Лауреат государственной премии Азербайджанской ССР (1974), Лауреат Государственной премии СССР (1980).
Родилась в Баку 4 апреля 1936 года.
1956 окончила Бакинское Хореографическое училище.
1960 педагог в Бакинском Хореографическом училище.
1969 окончила Московский Государственный институт театрального искусства, балетмейстерский факультет
1969 балетмейстер-постановщик в Азербайджанском Государственном театре оперы и балета города Баку.
1987 главный балетмейстер в Азербайджанском Государственном театре оперы и балета города Баку. .
С 1990 года проживает во Франции.

## Постановки
Автор девяти оригинальных балетов.
- «К солнцу» А Локшин
- «Лейли и Меджнун» Кара Караев. Диплом первой степени за лучший музыкальный спектакль на Всесоюзном конкурсе в честь 100 летия В. И. Ленина.
- «Осеннее» С. Прокофьев
- «Золушка» С. Прокофьев. Диплом второй степени на Всесоюзном смотре музыкальных спектаклей в честь 50 летия образования СССР.
- «Вдохновение» Л. Вайнштейн
- «Покорители Каспия» Ф. Амиров. Отмечен грамотой министерства культуры СССР.
- «Насими» Ф. Амиров. В 1974 году удостоен Государственной премии Азербайджана
- «1001 ночь» Ф. Амиров. В 1980 удостоен Государственной премии СССР. В 1989 на всемирном фестивале танца в Вавилоне получил золотую медаль. Балет «1001 ночь» был поставлен Наилей Назировой на сценах многих городов России (Воронеж, Новосибирск, Краснодар, Казань, Новгород) и за рубежом (Тбилиси, Каир, Стамбул, Рабат). На сценах некоторых из них, (Воронеж, Новгород, Баку) этот балет вот уже более 40 лет продолжает идти с неизменным успехом. В 1980 и 1982 был показан на сцене Дворца Съездов в Москве.
- «Низами» Ф. Амиров

## Награды
- Персональная пенсия Президента Азербайджанской Республики (10 мая 2007 года)[1]